# Stockholm Open 2022
Stockholm Open 2022 — тенісний турнір, що проходив на кортах з твердим покриттям у місті Стокгольм, Швеція з  17 до 23 жовтня. Належав до категорії ATP 250.

## Фінальна частина

### Одиночний розряд
Гольгер Руне —  Стефанос Ціціпас 6–4, 6–4

### Парний розряд
Марсело Аревало /  Жан-Жульєн Роєр —  Ллойд Гласспул /  Гаррі Геліоваара 6–3, 6–3